# Homöopathie im Nationalsozialismus
Die medizinhistorische Forschung zum Thema Homöopathie im Nationalsozialismus belegt, dass einerseits die Nationalsozialisten Interesse an der Homöopathie zeigten und dass andererseits viele Homöopathen dem Nationalsozialismus Interesse entgegenbrachten – sie versprachen sich davon die ihnen bisher weitgehend verwehrte Anerkennung und Gleichberechtigung. Durch staatliche Förderung war die Stellung der Homöopathie in dieser Zeit so gesichert wie selten zuvor. Letztlich gelang es ihr jedoch nicht, aus ihrer Außenseiterstellung herauszutreten. Die zahlreichen Tests zur Wirksamkeit verliefen so niederschmetternd, dass Homöopathen die Fortführung stoppten. Die Ergebnisse wurden nie im Detail veröffentlicht. Drei Jahrzehnte später veröffentlichte der Leiter der Studien lediglich eine zusammenfassende persönliche Stellungnahme.

## „Neue Deutsche Heilkunde“
Ein Teilziel der nationalsozialistischen Reformen des Gesundheitswesens war die Zusammenführung unterschiedlicher medizinischer Richtungen. Die Aufspaltung seit Mitte des 19. Jahrhunderts in die zunehmend naturwissenschaftlich fundierte „Schulmedizin“ auf der einen Seite und vielfältige andere medizinische Konzepte auf der anderen Seite (zum Beispiel Naturheilkunde, Lebensreformbewegung oder Homöopathie – oft zusammen als „biologische Heilverfahren“ bezeichnet) sollte überwunden werden. Die „Neue Deutsche Heilkunde“ wollte das verloren geglaubte Vertrauen in die deutsche Ärzteschaft wiederherstellen und die „Schulmedizin“ durch eine Synthese mit den „biologischen Heilverfahren“ von angeblich jüdisch-marxistischen Elementen wie Reduktionismus oder kaltem Technizismus befreien (vgl. Medizin im Nationalsozialismus). Außerdem versuchte sie, die naturheilkundlichen und homöopathischen Laienbewegungen für ihre Ziele zu vereinnahmen. Deren ideologisches Konzept schien den Nationalsozialisten gut geeignet, da sie sich in ihrer Berufung auf Naturgesetzlichkeiten, mit der Betonung von Ganzheit und Volksverbundenheit, wie auch in ihrer partiellen Wissenschaftsfeindlichkeit in der Nähe nationalsozialistischer Vorstellungen befanden. Dazu kamen ökonomische Argumente: „Die homöopathische Verabreichung ist in den meisten Fällen die wirtschaftlichste Form der Anwendung eines Heilmittels, wenigstens soweit es sich um die echte, einfache Hahnemannsche Verordnung handelt.“ (Ministerialrat Eugen Stähle in einem Aufsatz „Vierjahresplan und Homöopathie“, 1936).

## Laienbewegung
Die Deutsche Gesellschaft zur Bekämpfung des Kurpfuschertums  organisierte bis in die Zeit des Nationalsozialismus Lobby-Arbeit gegen die Homöopathie. Durch die Kurierfreiheit stieg die Zahl der Laienheilkundigen erheblich: 1909 waren es noch 4414, im Jahr 1933 gab es 14266. Dies führte auch dazu, dass die akademisch ausgebildeten Ärzte gegenüber den Laienheilern benachteiligt wurden. Während Ärzte eine staatliche Prüfung ablegen mussten, um ihre Approbation zu erhalten, blieben die Laienheilkundigen davon verschont.
Die homöopathischen Laienvereine bekannten sich häufig begeistert zur nationalsozialistischen Bewegung. Bereits im April 1933 sandte Immanuel Wolf, Vorsitzender des „Reichsbundes für Homöopathie und Gesundheitspflege“ gemeinsam mit anderen eine Ergebenheitsadresse an Adolf Hitler, in der die „uneingeschränkte Mitarbeit an der Gesundheit des Volkes“ angekündigt wurde. Im Mai und Juni 1933 fand in allen homöopathischen Laienvereinen die so genannte Gleichschaltung statt. In der Zeitschrift „Homöopathische Monatsblätter“ erschienen Aufsätze zur „Rassenhygiene“ und zu nationalistisch-völkischen Themen, sogar zum Wert der Homöopathie für die Behandlung von Erbkrankheiten. Intern könnte sich aber das unpolitische Selbstverständnis der meisten Vereinsmitglieder durchgesetzt haben. Hierüber ist bisher wenig bekannt. Insgesamt nahmen jedenfalls die Aktivitäten der homöopathischen Laienbewegung ab; am Ende des „Dritten Reichs“ war diese Bewegung weitgehend zerstört.

## Zentralverein homöopathischer Ärzte
Der Deutsche Zentralverein homöopathischer Ärzte vollzog 1933 die Gleichschaltung und wurde 1935 Mitglied der „Reichsarbeitsgemeinschaft für eine Neue Deutsche Heilkunde“. Die Stimmung vieler homöopathischer Ärzte wird als „beinahe euphorisch“ geschildert. In der Allgemeinen Homöopathischen Zeitung vom Oktober 1933 wurde ein Brief von Hans Wapler (Schriftleiter des Zentralvereins) an Adolf Hitler vom 6. August 1933 abgedruckt, in dem Wapler aus einer bereits 1919 verfassten Abhandlung zitierte: „Das Ähnlichkeitsgesetz gilt sogar in Politik und Völkerleben. So wird zum Beispiel das deutsche Volk ein Sklavenvolk bleiben und nicht wieder hochkommen, wenn es nicht lernt, dem Nationalbewusstsein der Polen, Tschechen, Engländer und Franzosen ein ähnliches völkisches Deutschbewusstsein entgegenzusetzen.“ Es folgte ein Dank an Hitler: „Heil Ihnen und Heil uns, dass Sie in diesem Sinne das Ähnlichkeitsgesetz in der deutschen Politik so erfolgreich zur Geltung gebracht haben. Im deutschen Namen Heil!“

## Staatliche Unterstützung
Erstmals in ihrer Geschichte genoss die Homöopathie staatliche Unterstützung. 1937 tagte in Berlin der 12. Internationale Homöopathische Kongress unter der Schirmherrschaft von Hitlers Stellvertreter Rudolf Heß. Im gleichen Jahr wurde erstmals die Zusatzbezeichnung „homöopathischer Arzt“ verliehen. An sieben deutschen Universitäten gab es Lehraufträge in Homöopathie. Ernst Bastanier, bis 1938 Leiter einer homöopathischen Universitätspoliklinik in Berlin, wurde 1939 auf Erlass Hitlers der Professorentitel verliehen. Ebenso erhielten Hanns Rabe (1939) und Alfons Stiegele (1942) den Titel.
Am 17. Februar 1939 trat das Heilpraktikergesetz in Kraft. Während des „Dritten Reichs“ wurden 13 homöopathische Krankenhäuser bzw. homöopathische Abteilungen an schulmedizinischen Kliniken gegründet. Am bedeutendsten war das Stuttgarter Robert-Bosch-Krankenhaus, das 1940 mit 320 Betten eröffnet wurde. Es entwickelte sich zu einer wichtigen Lehr- und Forschungsstätte der Homöopathie mit Ausbildungskursen und zum Teil tierexperimenteller Forschung.

## Untersuchung durch das Reichsgesundheitsamt
Bei allen vordergründigen Erfolgen der Homöopathie und aller Hoffnung ihrer Anhänger auf Anerkennung gab es jedoch auch frühzeitig kritische Stimmen, die vor einer Vereinnahmung durch den Nationalsozialismus warnten. Man befürchtete durch die Zusammenschließung mit anderen Methoden eine Verwässerung der Lehre und einen Verlust der Eigenständigkeit. Auf staatlicher Seite erlahmte andererseits das Interesse an der Homöopathie aus unterschiedlichen Gründen. Der wichtigste dürfte eine Untersuchung der Homöopathie im Auftrag des Reichsgesundheitsamts zwischen 1936 und 1939 gewesen sein, auch wenn deren Ergebnisse einer breiteren Öffentlichkeit erst über 30 Jahre später bekannt wurden. Es wurden klinische Versuche, Arzneimittelprüfungen und Quellenstudien zu einzelnen homöopathischen Arzneien durchgeführt. Die Untersuchung wurde 1939 eingestellt, ohne dass ein offizieller Abschlussbericht vorgelegt wurde. Die klinischen Versuche hatten keinerlei Erfolg gezeigt. Die Nachprüfungen homöopathischer Mittel konnten die Ergebnisse vorheriger Prüfungen nicht reproduzieren. Fritz Donner, der die Arzneimittelstudien geleitet hatte, übte erhebliche Kritik am teilweise desolaten Zustand der homöopathischen Materia Medica und dem oftmals völlig kritiklosen Umgang der Homöopathen mit dieser. Fast 30 Jahre später fasste er die Ergebnisse in einer persönlichen Stellungnahme zusammen. Er spricht darin von einem Fiasko, das an der Situation der Homöopathie gelegen habe, also nicht personell bedingt gewesen sei.

## Jüdische Homöopathen
Über das Schicksal jüdischer Homöopathen ist bisher nur wenig bekannt. In der homöopathischen Presse wurden teilweise eindeutig antisemitische Äußerungen verbreitet. Die 1933 beginnende „Ausschaltung“ jüdischer, sozialdemokratischer und marxistischer Ärzte dürfte auch die Homöopathie betroffen haben. Prominentestes Opfer der Ausschaltung innerhalb der Homöopathie war der jüdische Arzt Otto Leeser (1888–1964). Er galt als Vertreter der naturwissenschaftlich-kritischen Richtung der Homöopathie in Deutschland. 1933 wurde er sowohl aus dem deutschen Zentralverein als auch aus der Schriftleitung des „Hippokrates“ ausgeschlossen. Er musste über die Schweiz und Holland nach England emigrieren. 1949 kehrte er nach Deutschland zurück, um die ärztliche Leitung des Robert-Bosch-Krankenhauses zu übernehmen. Auch der aus Stettin gebürtige Arzt und Homöopath Otto Guttentag (1900–1992) ging 1933 ins Exil in die USA, wo er 1936 an der University of California Medical School eine Professur erhielt.